# Дел Борело (Кјети)
Дел Борело (итал. Del Borrello) насеље је у Италији у округу Кјети, региону Абруцо.
Према процени из 2011. у насељу је живело 37 становника. Насеље се налази на надморској висини од 105 м.